# Blackwater Park
Albums de Opeth
Still Life
(1999) Deliverance
(2002)
Singles
1. The Drapery Falls (promo)
Sortie : 2001
2. Still Day Beneath the Sun
Sortie : 25 février 2003

Blackwater Park est le cinquième album studio d'Opeth, groupe suédois de death metal progressif. Il est paru le 17 février 2001 sur le label Music for Nations (Koch Records pour l'Amérique du Nord) et fut produit par le groupe et Steven Wilson.

## Historique

### Conception
En 2000, Opeth signe un nouveau contrat avec Music for Nations et après quelques concerts, se met au travail pour enregistrer un nouvel album. Mikael Akerfeldt commence par s'isoler dans la maison d'un ami dans la campagne environnante de Stockholm pour enregistrer quelques démos, se relaxer et attendre l'inspiration. Pour la première fois, le musicien avait trouvé le nom de l'album avant d'avoir composé la moindre chanson, il sera intitulé Blackwater Park, le nom d'un obscur groupe de hard/blues rock allemand qui avait sorti un album, Dirt Box en 1971. Avec l'aide de son ami, Mikael enregistra ce qui sera plus où moins la totalité des démos des titres qui figureront sur l'album, cela dura presque deux mois.
Lorsque Mikael rejoignit le reste du groupe, ils répétèrent trois fois avant d'entrer en studio le 10 août 2000. Le groupe rejoignit Goteborg et s'installa dans les Fredman Studios (où ils avaient déjà enregistré les trois albums précédents). L'ingénieur du son Fredrik Nordström leur avait aménagé une petite pièce à vivre à côté du studio 2 où le groupe vivra les deux premières semaines de l'enregistrement.
Après avoir enregistré les bases (batterie, basse, guitares rythmiques et acoustiques) de l'album, Steven Wilson les rejoignit pour enregistrer et produire le chant clair et quelques solos de guitares. Mikael Akerfeldt avait rencontré Steven Wilson quelques mois plus tôt à Londres lors d'un diner et lui avait alors soumis l'idée d'une collaboration pour le prochain album d'Opeth. Mikael lui envoya les démos et Steven Wilson accepta de collaborer avec lui, il finira même par chanter quelques vers, jouer de la guitare et du piano et travaillera une douzaine de jours avec le groupe pour peaufiner l'album. Pendant les quatre dernières semaines d'enregistrement, Opeth s'installa dans l'appartement de leur ami Mikael Stanne, le chanteur de Dark Tranquillity. Ce dernier était alors en tournée avec son groupe.
Mikael Akerfeldt avouera plus tard que la conception de l'album ne fut pas de tout repos, et le livret de l'album portera la mention "painfully concieved" (conçu dans la douleur).

### Réalisation et accueil
L'album fut finalement mis sur le marché le 27 février 2001 et c'était la première fois qu'un album du groupe sortait sur le continent nord-américain et dans le reste du monde à la même date. Malgré un excellent accueil des critiques, l'album n'entra pas dans les charts si ce n'est dans ceux de Grèce (8e place mais seulement une semaine de classement) et ceux de Pologne (10e place). En 2021 il fera une apparition dans les charts allemands 58e place et belges 112e place. En mai 2008, selon le billboard Magazine, cet album se vendit à environ 93 000 exemplaires aux États-Unis .
L'édition spéciale de l'album issu en 2002 comprend deux titres bonus, "Still Day Beneath the Sun" qui sortira en single et "Patterns in the Ivy II". Il s'agit de deux chansons simples, juste la voix et une guitare acoustique que Mikael a enregistré chez lui et chez son ami Jonas Renkse, du groupe Katatonia . Il comporte aussi une vidéo du titre "Harvest".
Le 25 février 2003, sort aux États-Unis le single "Still Day Beneath the Sun" uniquement dans sa version en vinyle 7" édité en seulement 1250 exemplaires (1092 en vinyle noir, 150 exemplaires en vinyle gris et 8 pour la presse). Il paraîtra sur le label Robotic Empire/Koch Records et deviendra rapidement une pièce rare.
Le 29 mars 2010, sort une version de Blackwater Park en Legacy Edition, comprenant l'album dans sa version originale remixée, un titre bonus, "The Leper Affinity" dans une version live plus un DVD comprenant l'album remixé en 5.0 plus un documentaire de 35 minutes intitulé "The Making of Blackwater Park".
En juin 2015, le magazine Rolling Stone le classa à la 28e place des meilleurs albums de rock progressif de tous les temps.

## Liste des pistes
- Tous les textes sont signés Mikael Akerfeldt
- Toutes les musiques sont signés par Mikael Akerfeldt sauf indications

1. The Leper Affinity  — 10:23
2. Bleak  — 9:16
3. Harvest  — 6:01
4. The Drapery Falls  — 10:54
5. Dirge for November (Mikael Akerfeldt, Peter Lindgren)  — 7:54
6. The Funeral Portrait  — 8:44
7. Patterns in the Ivy (instrumental) — 1:53
8. Blackwater Park (Akerfelt, Lindgren)  — 12:08

- Titres bonus disc 2 de l'édition spéciale 2002

1. Still Day Beneath the Sun  — 4:34
2. Patterns in the Ivy II  — 4:12
3. Harvest (Vidéo) - 6:11

## Personnel
- Mikael Åkerfeldt – voix, guitares rythmique, lead et acoustique
- Peter Lindgren – guitares rythmique et lead
- Martín López – batterie
- Martín Mendez – guitare basse

avec
- Steven Wilson – choriste et guitare solo sur "Bleak ", grand piano
- Markus Lindberg - 3 Eggs

## Charts 2021
| Pays         | Durée du classement | Meilleur classement |
| ------------ | ------------------- | ------------------- |
| Allemagne    | 1 semaine           | 58e                 |
| Belgique (W) | 1 semaine           | 112e                |